# Multifunktionswerkzeug

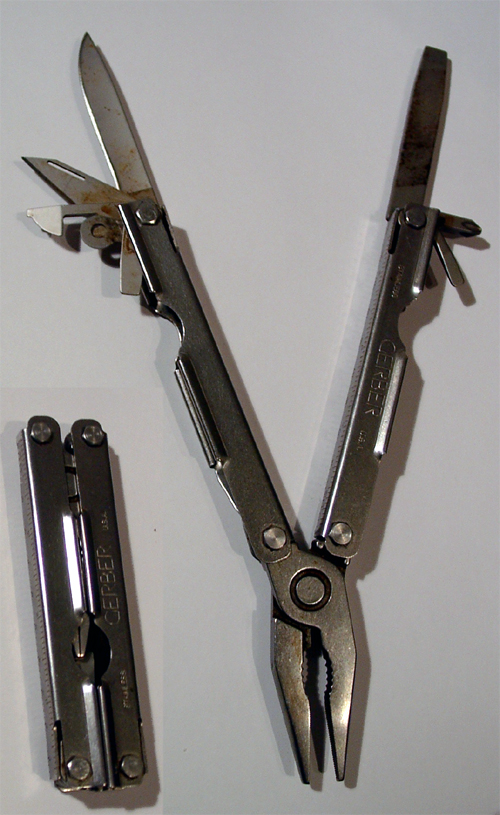
Multifunktionswerkzeug von Gerber (älteres Modell)

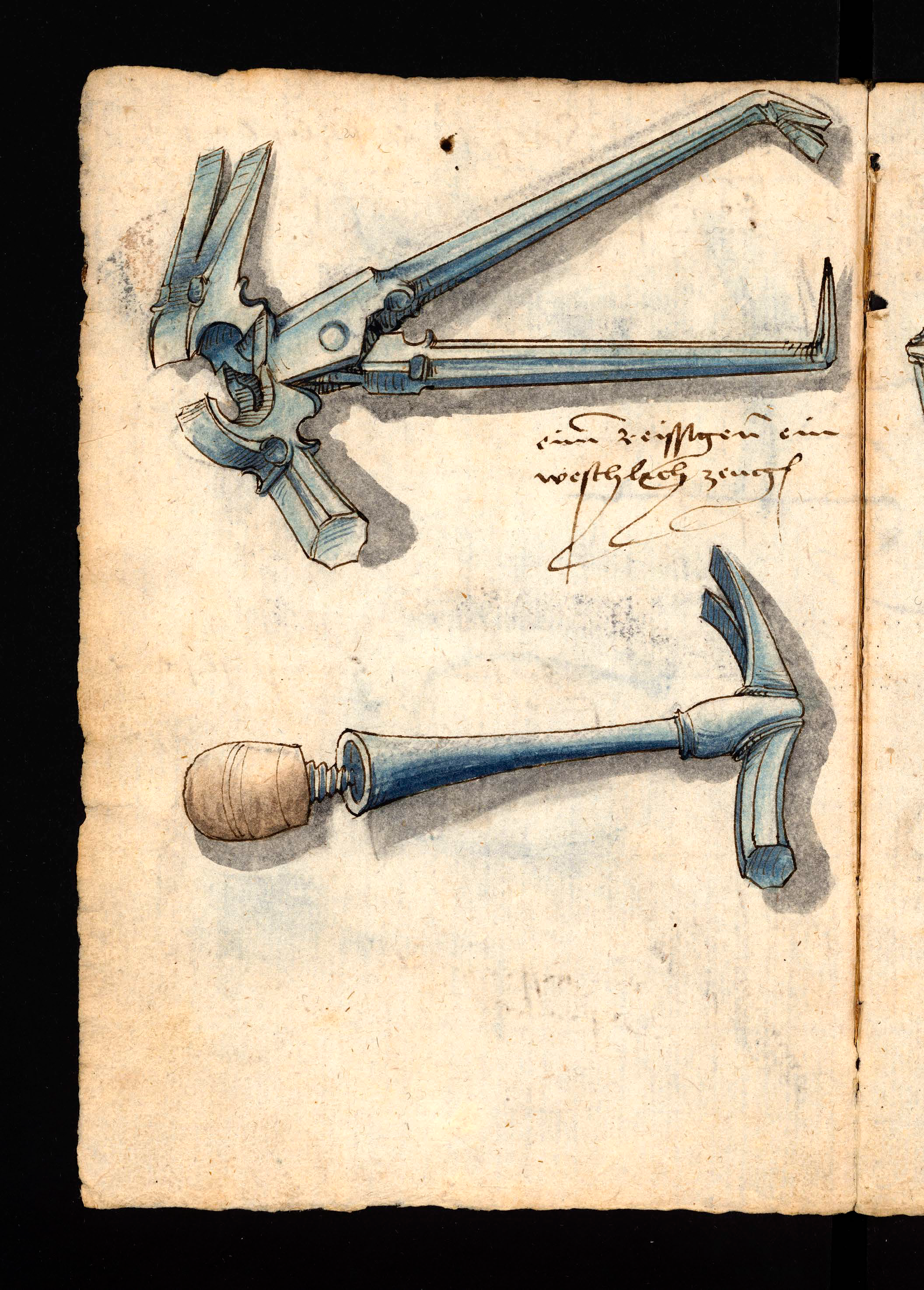
Zwei Multifunktionswerkzeuge aus dem Löffelholz-Codex von 1505

Als Multifunktionswerkzeug (umgangssprachlich Multitool oder Multifunktionstool) werden verschiedene Arten von Werkzeugen bezeichnet, die mehrere Einzelwerkzeuge für verschiedene Anwendungen in einem Werkzeug verbinden. Manuelle Multifunktionswerkzeuge sind in der Hosentasche oder am Gürtel tragbare Werkzeuge, die verschiedene Einzelwerkzeuge wie beispielsweise Zangenwerkzeuge mit ausklappbaren andersartigen Werkzeugen in sich vereinen. Daneben existieren Spezialwerkzeuge für unterschiedliche Anwendungsprofile. Elektrische Multifunktionswerkzeuge sind schnelldrehende oder oszillierende Elektrowerkzeuge, mit denen beispielsweise gebohrt, gefräst, gesägt und geschliffen werden kann.

## Zangenwerkzeuge
Eine Bauart des Multifunktionswerkzuegs, mit einer Zange als zentralem Element und weiteren Werkzeugen im Griff, wurde 1978 von Timothy S. Leatherman zum Patent angemeldet und wird seitdem über die US-amerikanische Firma Leatherman vertrieben. Die Bezeichnung Leatherman wird seitdem manchmal als Gattungsname verwendet.
Neben dem Einklappen des Zangenkopfes in beide Griffschalen kann die Zange auch mittels Schiebemechanismus oder seitlichem Klappmechanismus in den Griffstücken verstaut werden. So wird ein einhändiger Zugriff auf die Zangenfunktion ermöglicht, die Griffschalen bleiben beim Arbeiten geschlossen und liegen in der Hand. Der Zangenkopf besteht bei einigen Modellen aus einer Spitzzange oder eine Kombinationszange, beide gelegentlich mit integriertem Drahtschneider. Es gibt auch Modelle mit Zwischenbauformen. Daneben existieren weitere Spezialkonstruktionen, die beispielsweise eine Schere beinhalten. Als Zusatzwerkzeuge gibt es Klingen mit Wellenschliff, Metallfeilen, Dorne, Sägen, Schraubendreher und Bit-Aufsätze.
Durchschnittliche Modelle wiegen etwa 200–300 g und haben zusammengefaltet eine Länge von etwa 10–12 cm, während sich kleinere Modelle als Schlüsselanhänger tragen lassen.
Während bei den ersten Modellen sämtliche Zusatzwerkzeuge im Inneren der Griffschalen enthalten waren und ausgeklappte Werkzeuge durch eine Federspannung gehalten wurden, haben sich im Zuge der Weiterentwicklung im gehobenen Segment Modelle mit arretierbaren Einzelwerkzeugen etabliert. Bei einigen Modellen ist auch ein Zugang zu allen oder manchen der Hauptwerkzeuge von außen möglich, ohne die Zange ausklappen zu müssen. Sind die Klingen per Federkraft oder in Einhandbedienung ausklappbar, so fallen die Werkzeuge teilweise unter das Waffenrecht (Springmesser, Einhandmesser). Die Werkzeuge werden entweder mit metallenen, brünierten oder tarnfarbenen Oberflächen im Military-Look angeboten.

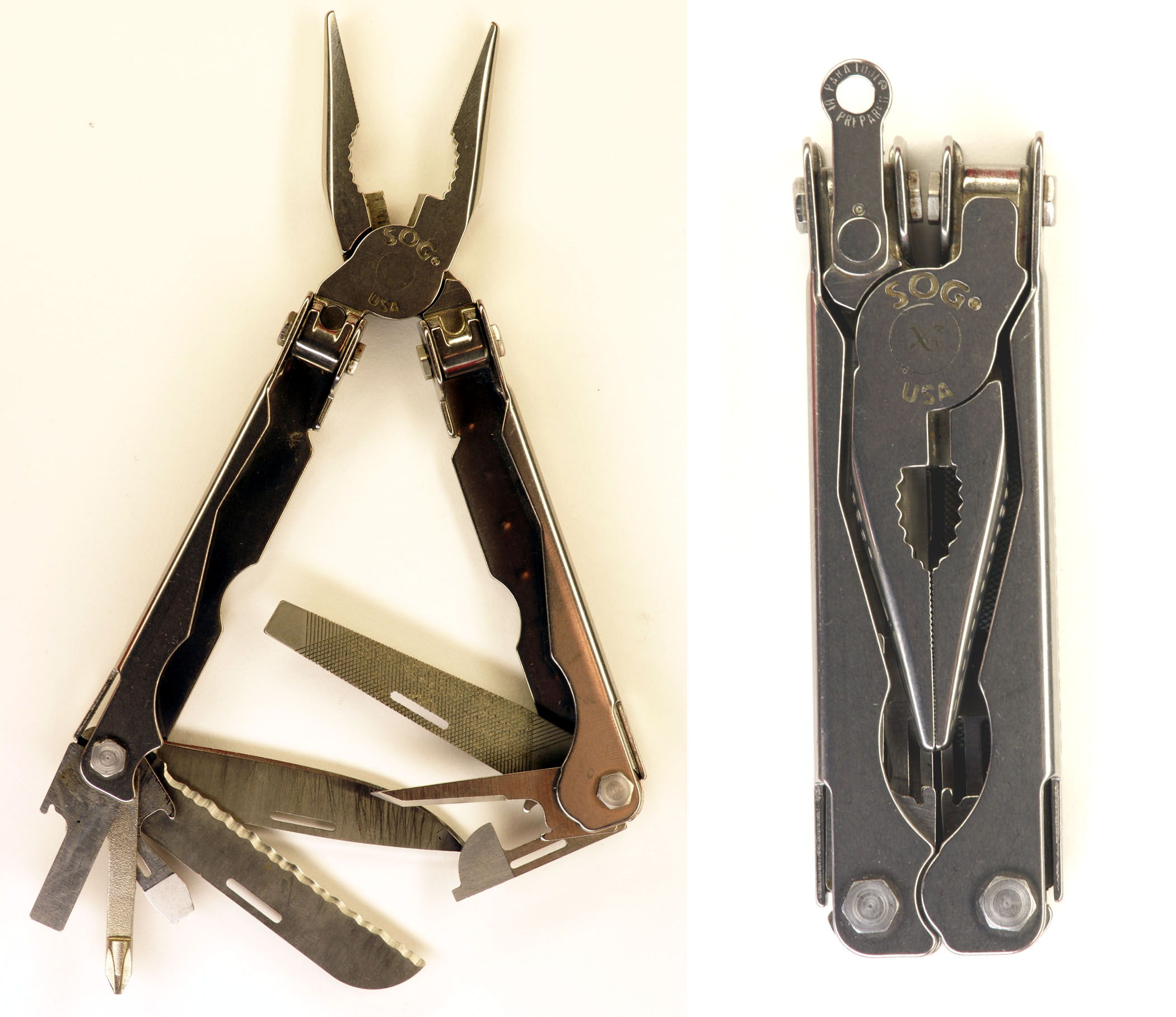
SOG-Werkzeug mit seitlicher Klappfunktion
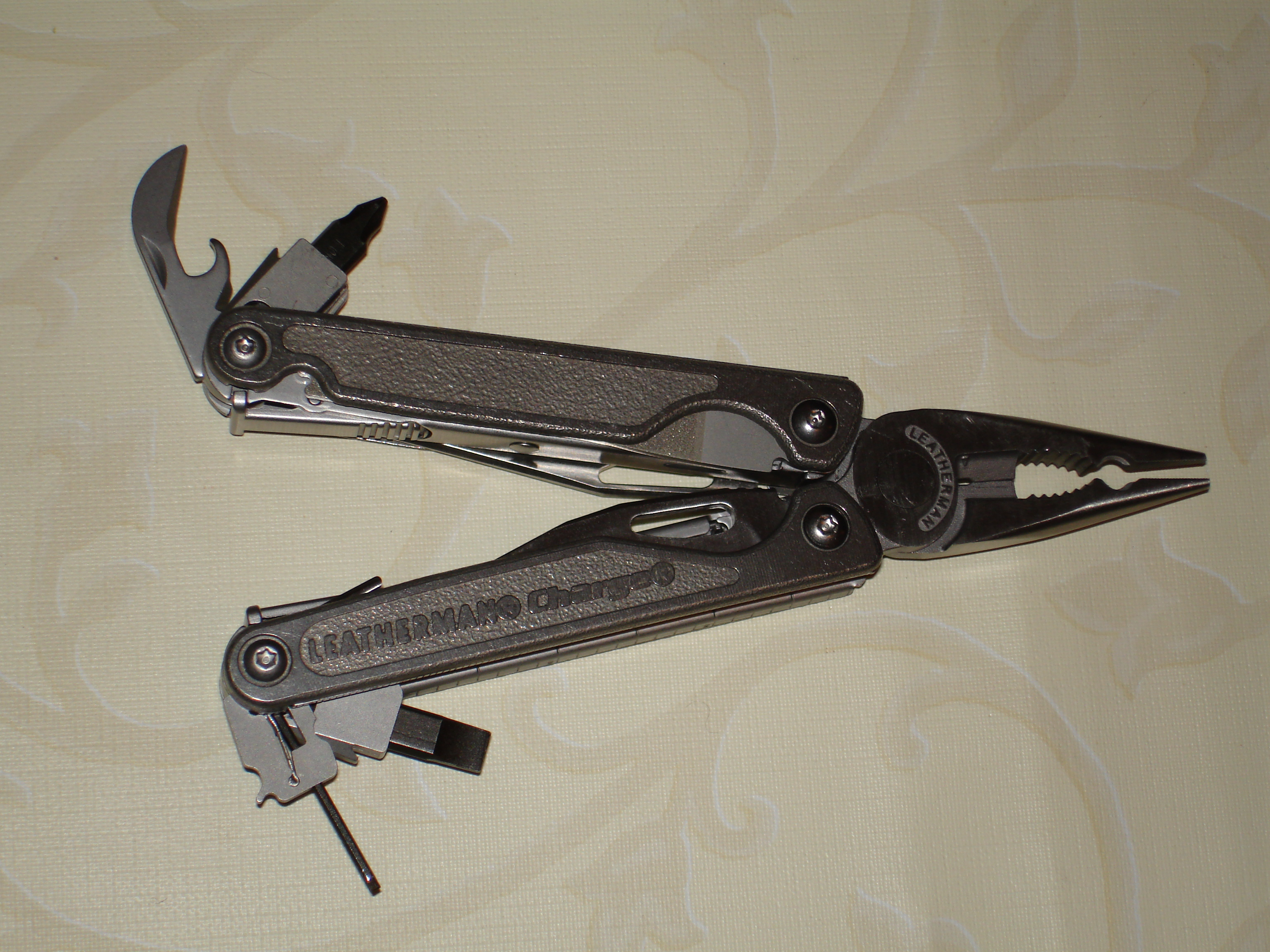
Leatherman Charge XTi mit Wechselbits und von außen zugänglicher Einhandklinge
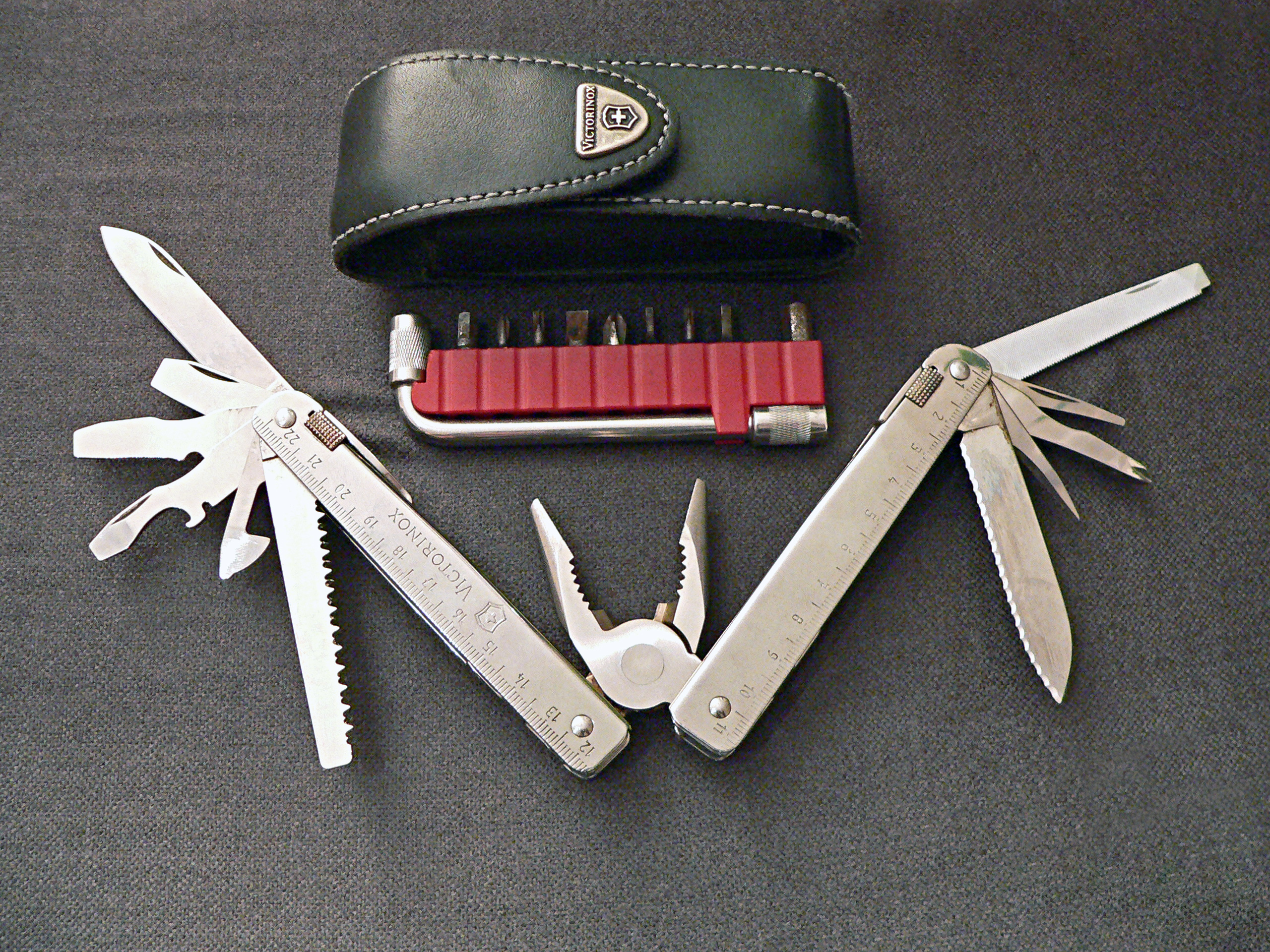
Victorinox Swiss Tool im Set mit zusätzlichem Schraubwerkzeug

## Fahrradwerkzeuge
Es existieren spezielle Multifunktionswerkzeuge für Fahrräder, die für den Einsatz unterwegs entwickelt wurden. Bei ihnen wurde auf Kompaktheit und Leichtigkeit geachtet. Ein Beispiel dafür ist der Knochen für den Einsatz bei einfachen Fahrrädern. Zu den modernen Werkzeugen gehören Maul- oder Ringschlüssel in verschiedenen Abstufungen und Maulweiten von 8 bis 15 mm sowie verschiedene Innensechskant- und Torx-Schrauber. Bei einigen Modellen findet man Nippelspanner, Kettennieter, Reifenheber sowie anderes Zubehör. Manche Werkzeuge sind einzeln abnehmbar, um sie separat verwenden zu können.

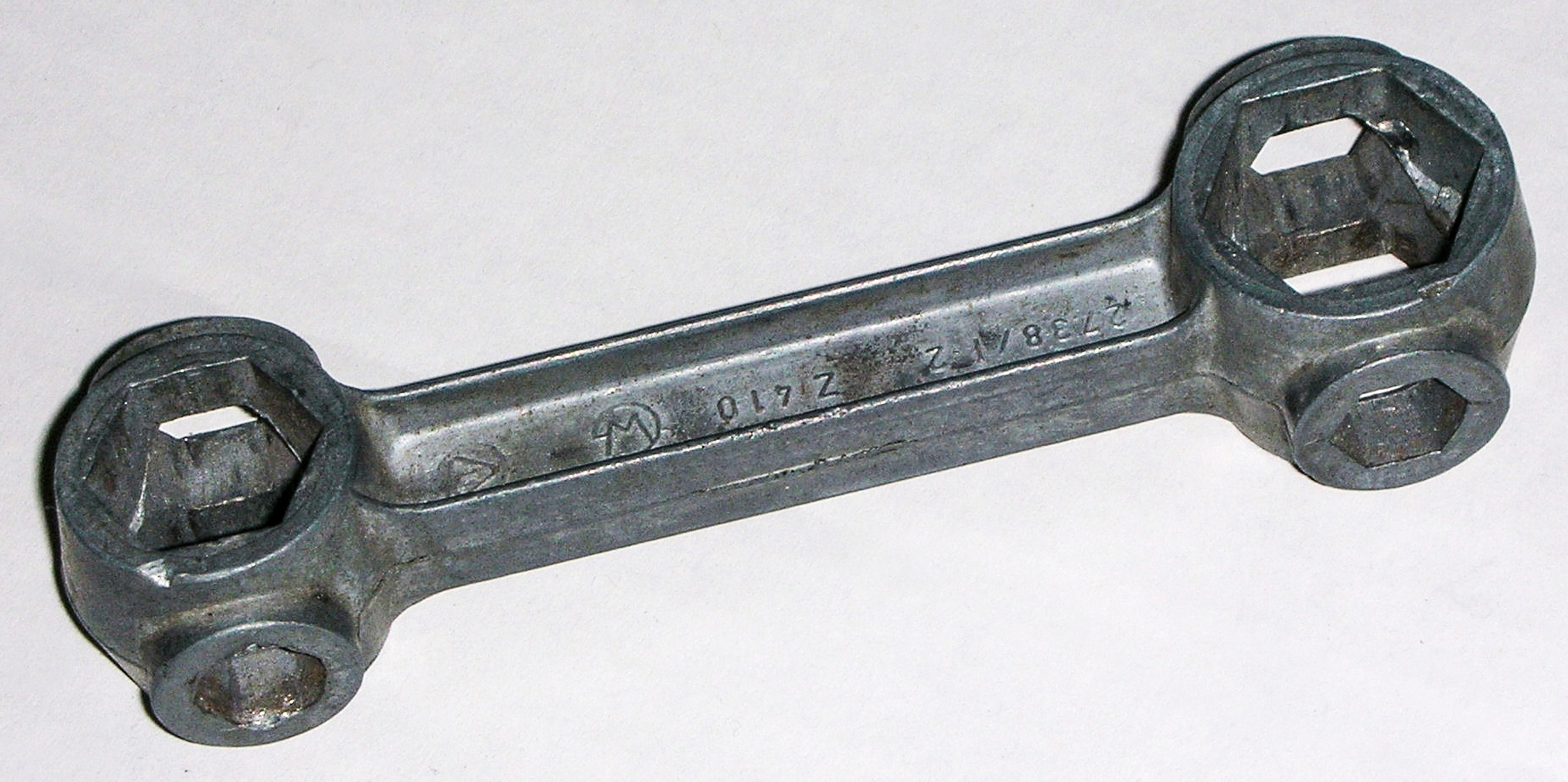
Knochen
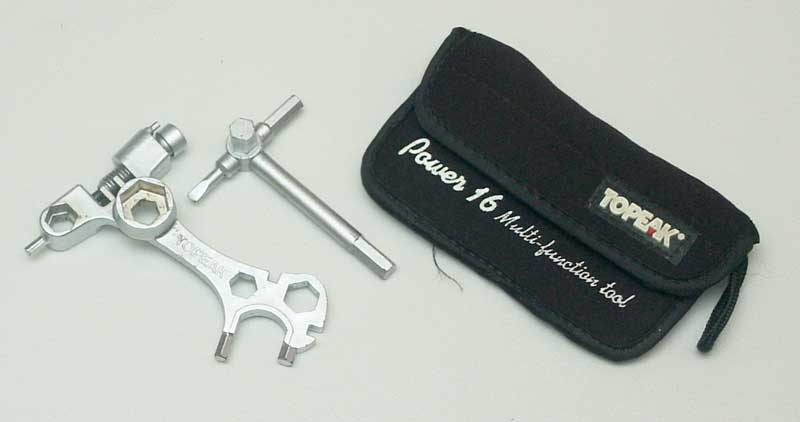
Sehr leichtes und kompaktes Werkzeug
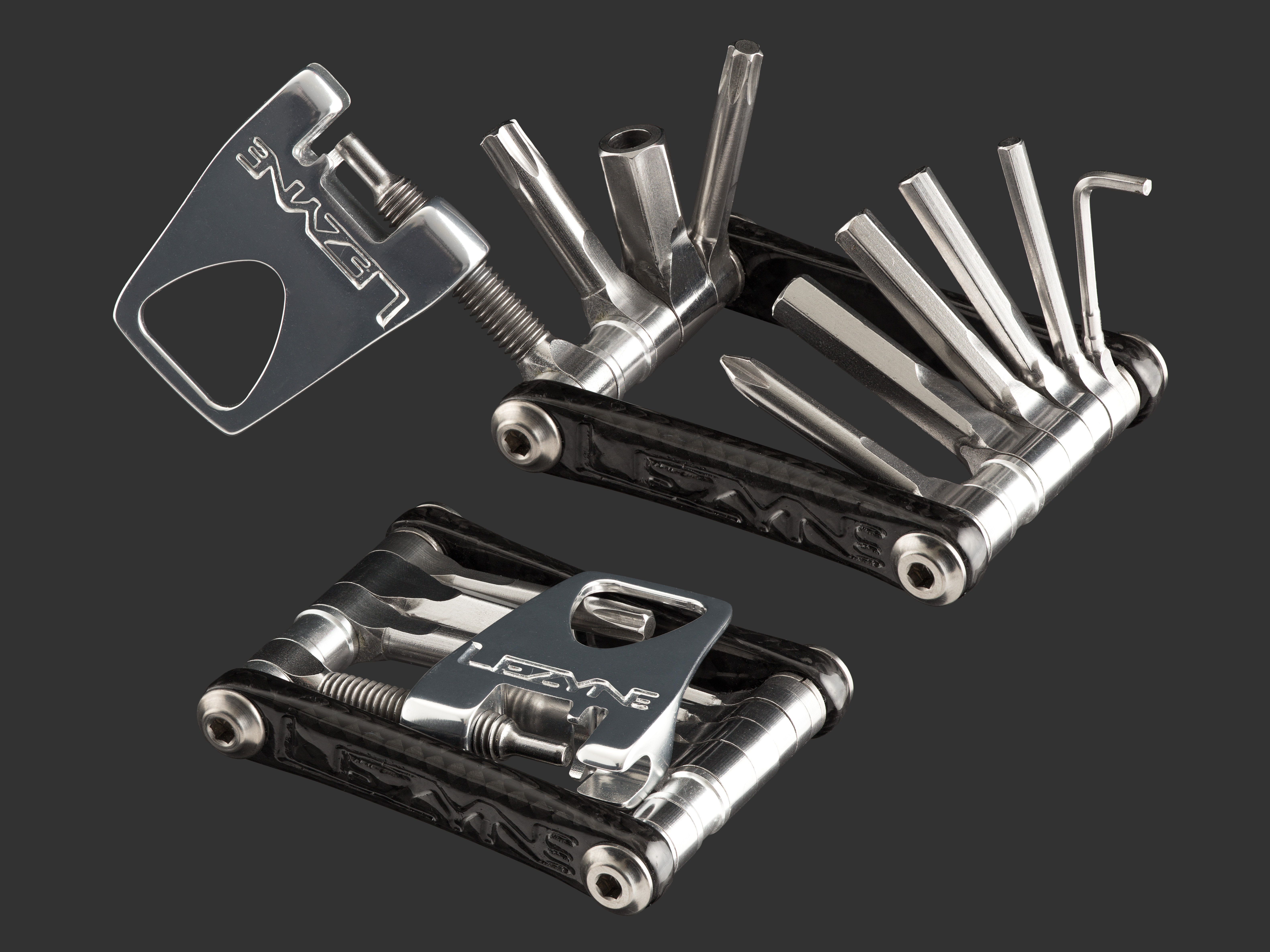
Inbusschlüssel und Kettenwerkzeug
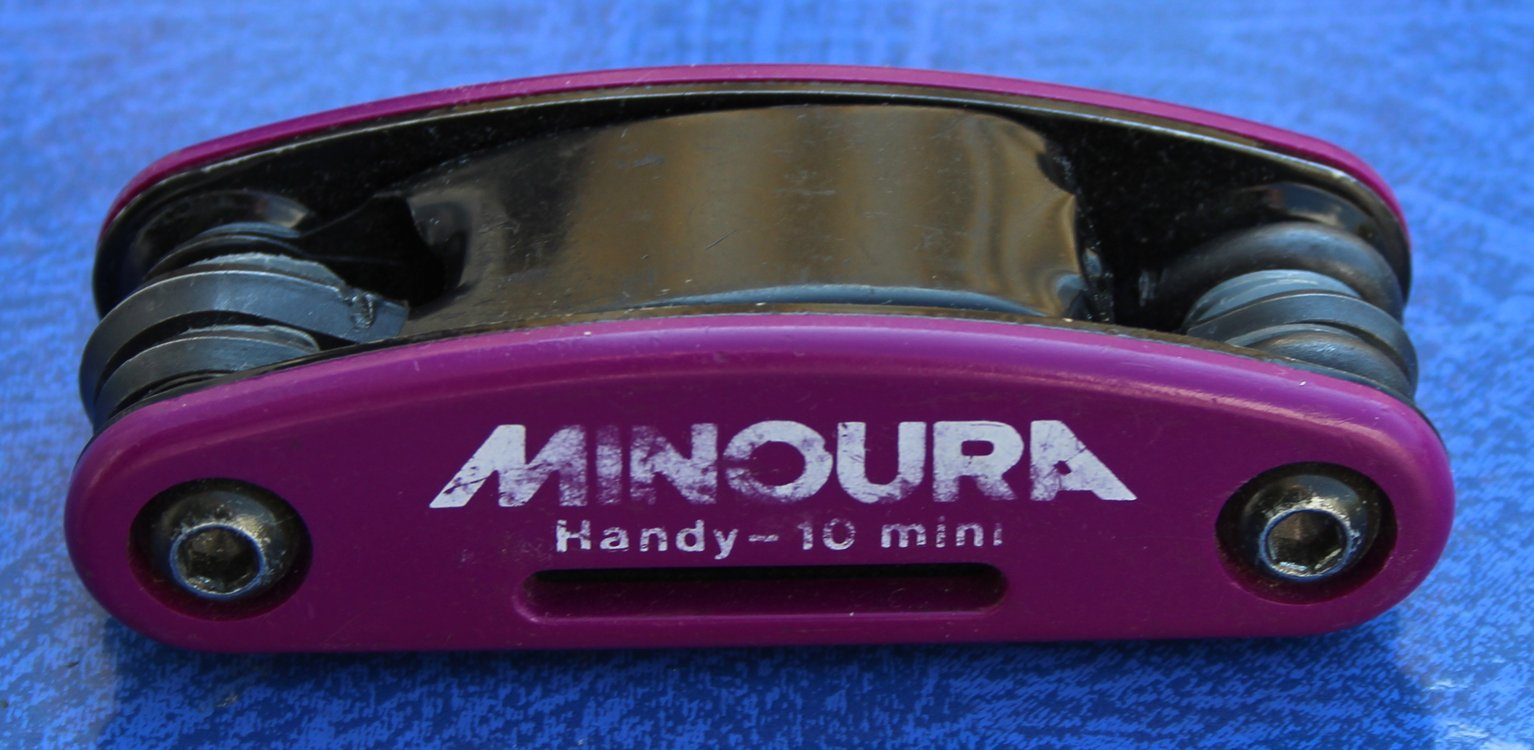
Kompaktwerkzeug, geschlossen
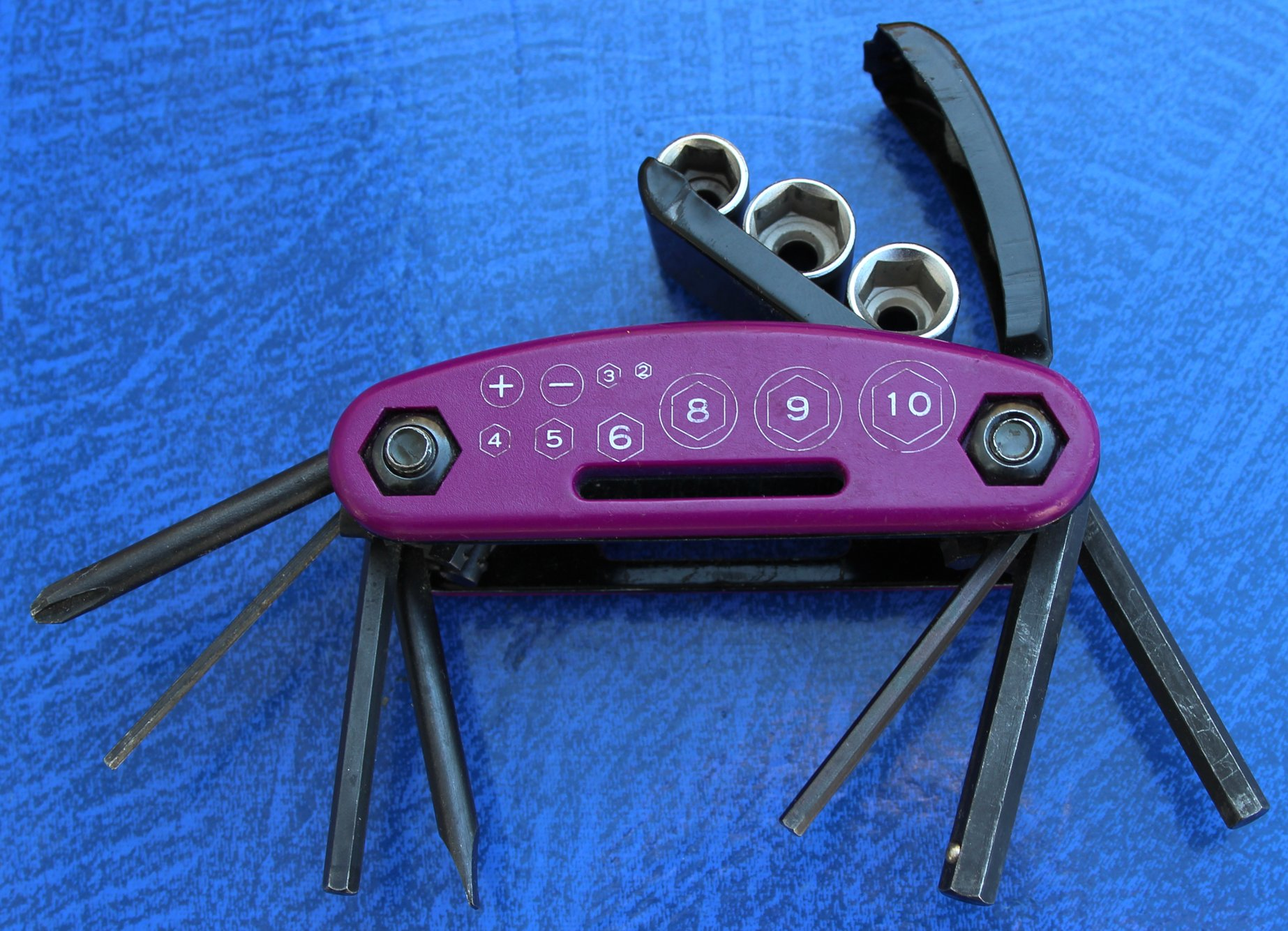
Kompaktwerkzeug, geöffnet

## Elektrische Multifunktionswerkzeuge

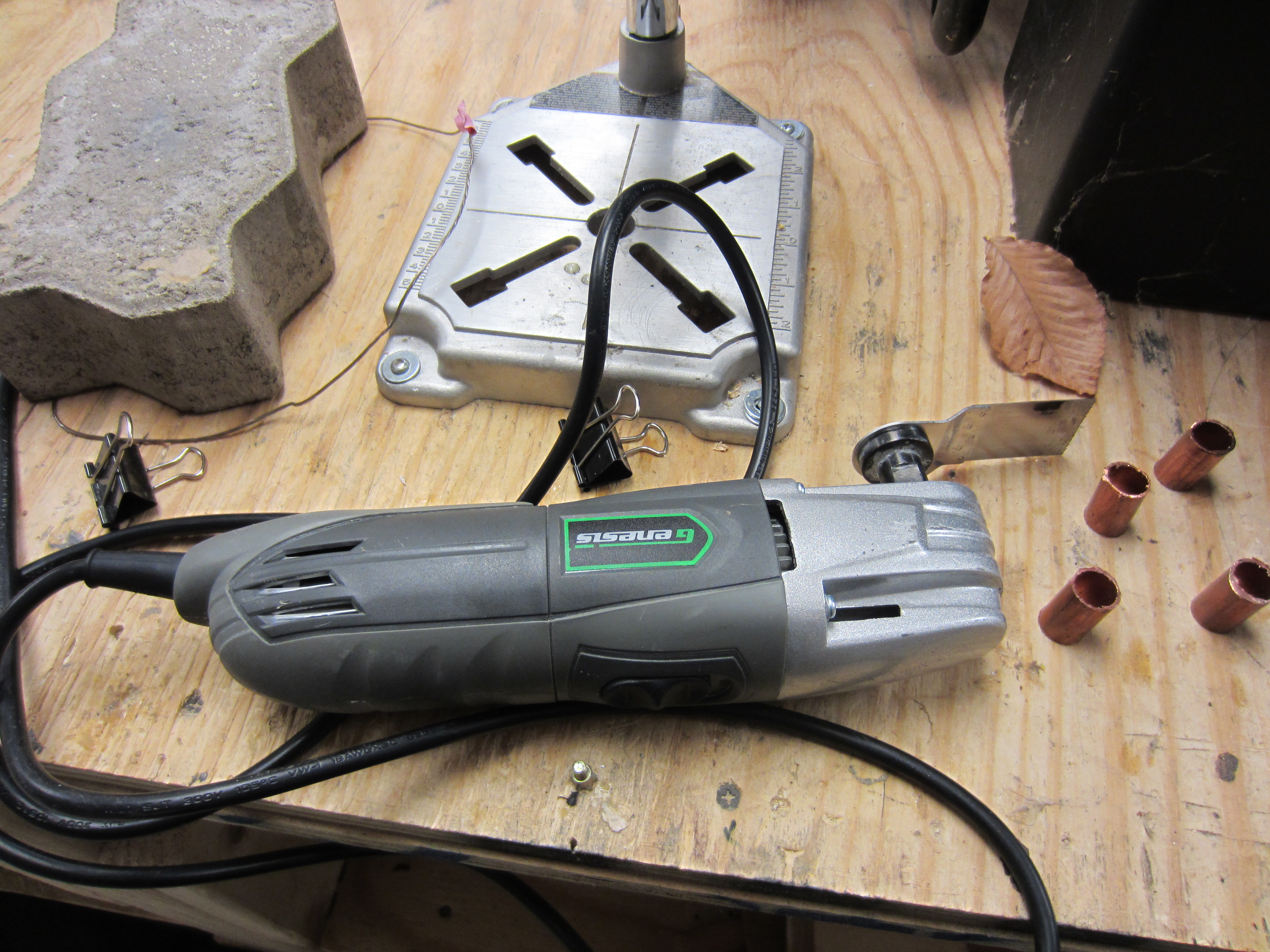
Mit diesem Oszillierer mit Werkzeugaufsatz wurden Kupferrohrstücke abgesägt

Neben den manuellen Multifunktionswerkzeugen gibt es auch welche mit elektrischem Antrieb. Mit Elektromotoren betriebene vibrierende Oszillierer können mit auswechselbaren Werkzeug-Aufsätzen zum Sägen, Schleifen usw. verwendet werden. Die Erfindung basiert auf einer für die Haut ungefährlichen Säge zum Auftrennen von Gipsverbänden. Elektrische Multifunktionswerkzeuge können zum Beispiel sowohl sägen, schleifen und Fugen auskratzen. Auch können durch die verschiedenen Aufsätze nicht nur unterschiedliche Tätigkeiten ausgeführt werden, sondern auch verschiedene Materialien mit einem Gerät bearbeitet werden. So zum Beispiel Holz, Metall, Stein und Kunststoffe. Die Stromversorgung des Geräts erfolgt dabei über ein Stromkabel oder einen Akku, der regelmäßig wieder aufgeladen werden muss. Die Qualität der Akkugeräte hängt dabei stark vom verwendeten Akku ab. Daher sind Geräte mit Kabel oft leistungsstärker.